# Persius

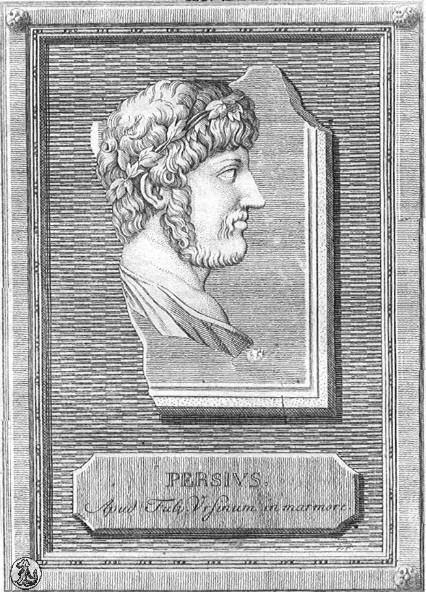
Aulus Persius Flaccus

Aules Persius Flaccus (34-62 na Chr.) was een Latijns satirendichter. 

## Biografische gegevens
Van Persius is een levensbeschrijving door Valerius Probus overgeleverd. Hieruit weten wij dat hij geboren is in Volaterra, het huidige Volterra, en van Etruskische origine was (vandaar dat zijn eigenlijke naam Aules is, die veelal gelatiniseerd weergegeven wordt als Aulus).
Op zijn 12e jaar kwam hij naar Rome, alwaar hij onderricht kreeg in de grammatica van Remmius Palaemon, en vanaf zijn 16e jaar werd hij door de stoïcijnse filosoof L. Annaeus Cornutus in de Stoïsche filosofie ingewijd, waarvan hij een fervent aanhanger werd. Met Cornutus bleef hij bevriend. Persius is jong gestorven, op 28-jarige leeftijd.

## Literaire betekenis
Wij bezitten van Persius nog zes Saturae, die na zijn vroegtijdige dood werden gepubliceerd door Cornutus. Deze poëzie staat algemeen bekend als 'moeilijk', vgl. de uitspraak van Boileau in zijn Art Poétique (Chant II):
Perse, en ses vers obscurs, mais serrés et pressants,

Affecta d'enfermer moins de mots que de sens.

(Persius poogde in zijn duistere, maar dicht opeen gedrongen, verzen meer inhoud dan woorden te leggen)
Martialis (IV, 29) gaf Persius' beknoptheid een indirect compliment:
Saepius in libro memoratur Persius uno

Quam levis in tota Marsus Amazonide. 

(Vaker wordt Persius geroemd met zijn ene boek, dan de oppervlakkige Marsus met zijn hele Amazonide.)
En ook het getuigenis van de criticus Quintillianus (Inst. Or. x. i. 94) geeft aan dat Persius' poëzie indruk heeft gemaakt in Rome:
Multum et verae gloriae, quamvis uno libro, Persius meruit. 
Alle toespelingen in deze satiren te achterhalen is onmogelijk, al zijn er verklarende aantekeningen van een scholiast op zijn gedichten overgeleverd. Sommigen vermoeden dat Nero op meerdere plaatsen in bedekte termen gehekeld wordt.
Zijn zes bewaarde satiren hebben achtereenvolgens tot onderwerp:
1. Satire: Het literaire leven van zijn tijd, met name de slechte smaak van zijn tijdgenoten wordt gehekeld.
2. Satire: Het gebed: mensen proberen rijkdom af te smeken van de Goden, die ze zich voorstellen als mensen gelijk zij zelf.
3. Satire: (Geestelijke) luiheid van de jeugd.
4. Satire: Behandelt het gebrek aan zelfkennis van de mensen.
5. Satire: De ware, innerlijke, vrijheid, die slechts middels filosofie verkregen wordt.
6. Satire: Hoe rijkdom goed te hanteren.

Het werk, zegt men, mist levenservaring, in die zin dat Persius oordeelt, zonder dat zijn oordelen een mildheid als die van Horatius vertonen, of gebaseerd lijken op een psychologisch inzicht in de individuele mens (zoals bijvoorbeeld Seneca wel heeft). Zijn stoïcisme is misschien te theoretisch. Persius' poëzie bevat weinig voorkomende woorden, en hij gebruikt soms woorden op een manier zoals we elders zelden aantreffen. Men zou dit met een anachronisme 'studentikoos' kunnen noemen. Door zijn zucht om zich van inhoudloze stijlclichés te bevrijden, vervalt hij in een duisterheid van dictie. Een en ander maakt de lectuur van zijn gedichten tot een uitdagende worsteling met de niet altijd inzichtelijke beeldspraak en metaforen. (Een voorbeeld: wanneer hij wil zeggen: Wees niet boos, als ik je van oude vooroordelen tracht te bevrijden! drukt hij dat als volgt uit: Laat de toorn van je neus vallen en de rimpelige grimas verdwijnen, terwijl ik de oude wijven uit je longen ruk.)

## Uitgave
Persius, Saturae. Edidit atque prologomenis, interpretatione belgica, commentario instruxit J. van Wageningen. Noordhoff, Groningen, 1911. Deze uitgave bevat een zeer instructief en volledig commentaar (in het Latijn), en een heldere vertaling in het Nederlands. Alleen daar waar de tekst naar het scabreuze neigt, zwakt Van Wageningen, naar het gebruik van die tijd, de vertaling wat af.

## Nederlandse vertalingen
- Juvenalis en Persius, Hekeldichten, vertaald en toegelicht door Piet Schrijvers, 2020. ISBN 9789025312398
- Persius, Saturae, vert. J. van Wageningen, Groningen, Noordhoff, 1911
- Perzius, Hekeldichten. Vrij, en in toepassing op onzen tijd nagevolgd, vert. Willem Bilderdijk, Rotterdam, J. Immerzeel junior, 1820, 87 p.
- Alle de schimpdichten van Decius Junius Juvenalis, en A. Persius Flaccus, door verscheide dichteren in Nederduitsche vaarzen overgebracht, Haarlem, Wilhelmus van Kessel, 1709
- De schimpdigten van D. Junius Juvenalis en Aulus Persius Flaccus, vert. Abraham Valentijn, Leiden, Johannes vander Linde, 1682